# 安茹伯爵富尔克一世
富尔克一世（法語：Foulques Ier d'Anjou，?—941年），即紅髮富爾克（法語：Foulques le Roux），安热尔热王朝的第一位安茹伯爵（898年~941年在位）。他也是昂热子爵。
富尔克一世为昂热子爵安热尔热之子。他积极扩展昂热子爵领地，于930年使其升格为伯国。他与诺曼人进行过多次斗争，并力图影响布列塔尼地区。907年，富尔克一世曾夺取南特，但后来又被迫将其放弃。